# بیمارستان آقاخان کیسومو
بیمارستان آقاخان کیسومو (به انگلیسی: Aga Khan Hospital, Kisumu) بیمارستانی خصوصی در شهر کیسومو، کنیا کنیا است که در ۱۹۵۲ میلادی ساخته شد و دارای ۷۶ تخت است.